# Plumci
Plumci (cyr. Плумци) – wieś w Czarnogórze, w gminie Rožaje. W 2011 roku liczyła 168 mieszkańców.